# Abdel
Abdel – powieść dla dzieci i młodzieży hiszpańskiego autora Enrique Páeza, wydana w 1994 roku. Książka porusza problemy z jakimi spotykają się nielegalni imigranci z Afryki.

## Fabuła
Książka jest formą pamiętnika napisanego przez 16-letniego Tuarega – Abdela. Chłopak mieszka na cmentarzu w Maladze, jest głodny i brudny. Utracił kontakt z ojcem Yasirem, a jego matka została zamordowana przez marokańskich żołnierzy. Abdel całe swoje dzieciństwo spędził ojcem. Mężczyźni byli członkami koczowniczego marokańskiego plemienia. Podczas wielu lat spędzonych na pustyni, nauczycielem i mentorem chłopca był Ben Abjalah. To dzięki niemu Abdel nauczył się czytać i pisać po arabsku i po hiszpańsku. Ubóstwo zmusiło Yasira do podjęcia decyzji o nielegalnej emigracji do Hiszpanii. Mężczyzna wierzył, że pobyt w Europie poprawi jakość życia jego małej rodziny. Podróż Marokańczyków, zwłaszcza przeprawa przez Cieśninę Gibraltarską, okazuje się bardzo niebezpieczny: statek, na którym starają się uciec jest przepełniony, a uciekinierom brakuje powietrza. Dodatkowo, podczas nielegalnej przeprawy, wielu mężczyzn umiera i zostaje wyrzuconych za burtę. Po przyjeździe do Hiszpanii nie napotykają raju, na który liczyli, a bardzo ciężkie życie. Po kilku dniach włóczęgi bez dachu nad głową, pieniędzy i jedzenia imigranci napotykają Jorge Meléndeza, który oferuje im nocleg i pracę na budowie. Niedługo po rozpoczęciu nowego zajęcia, Meléndez odkrywa językowe umiejętności Abdela, dlatego poszerza jego zakres obowiązków o transport tajemniczych paczek do centrum miasta. Po pewnym czasie główny bohater dowiaduje się, że jego pracodawca jest przemytnikiem narkotyków i że w opakowaniach znajduje się kokaina. Pewnego dnia Yasir i Abdel mają za zadanie wspólnie odebrać kolejną paczkę. Podczas przewozu pudełka do miasta mężczyźni zdają sobie sprawę, że wpadli w pułapkę przygotowaną przez Meléndeza i policję. Yasir zostaje złapany i zamknięty w więzieniu, Abdelowi udaje się uciec i znaleźć schronienie w jednym z grobowców na pobliskim cmentarzu. Po kilku dniach, wycieńczony Abdel poznaje rodzeństwo odwiedzające cmentarz: Alicię i Miguela. Między nastolatkami rodzi się przyjaźń. Wspólnie obmyślają dokładny plan potrzebny do zdemaskowania Meléndeza i oddania go w ręce policji. Plan, mimo szczerych chęci, nie udaje się. Abdel trafia do domu dziecka. Tam poznaje Charo Lafuente, nauczycielkę, która czyta jego pamiętnik i doprowadza do wydania książki na podstawie przygód Marokańczyka.

## Odbiór i znaczenie dla literatury hiszpańskiej
Abdel spotkał się z bardzo pozytywnym odbiorem i stał się bestsellerem na rynku hiszpańskim. Został wpisany na listę lektur szkolnych w Hiszpanii, a także i w Niemczech. Na książkę należy patrzeć nie tylko pod kątem literackim, ale również społecznym. Porusza bowiem tematy związane z nielegalną emigracją. Ideą utworu jest próba ukazania ciężkiego życia imigrantów i uświadomienia czytelnikowi, z jak dużą ilością przeciwności losu muszą mierzyć się ludzie na obczyźnie. W wielu przypadkach ludzie migrują, nie z własnej woli, ale z powodu trudnej sytuacji w jakiej się znaleźli (politycznej, religijnej lub gospodarczej).

## Narracja
Na swoim oficjalnym blogu Páez wyznał, że zdecydował się na napisanie swojej książki w pierwszej osobie liczby pojedynczej, ponieważ chciał, aby jego czytelnicy otrzymali historię z pierwszej ręki. Zależało mu na tym, żeby jego utwór nie został odebrany jak kolejna praca socjologiczna. Jego celem było dotarcie do serc, a nie do głów czytelników. Autor wyznał, że w pewnym sensie narrator powieści jest postacią prawdziwą, że na świecie żyją tysiące takich młodych emigrantów, przeżywających bardzo ciężkie chwile na emigracji. Nie poznał ich wszystkich, ale wie, że wielu z nich żyje obok niego na przykład w dzielnicy Lavapiés w Madrycie czy w innych ubogich częściach Hiszpanii.

## Kontekst historyczny i polityczny
Akcja powieści rozgrywa się w latach 90. XX wieku. Książka ma być rozumiana jako krytyka nieludzkich warunków życia nielegalnych emigrantów z Afryki Północnej, którzy przybyli do Hiszpanii w strachu przed marokańską polityką Hassana II (króla Maroka w latach 1961–1999).